# مردان، زنان و کودکان
مردان، زنان و کودکان (انگلیسی: Men, Women & Children) یک فیلم در ژانر درام و کمدی به کارگردانی جیسون رایتمن است که در سال ۲۰۱۴ منتشر شد.

## بازیگران
- آدام سندلر
- انسل الگورت
- دین نوریس
- دنیس هیزبرت
- اما تامپسون
- جنیفر گارنر
- جودی گریر
- کیتلین دیور
- رزمری دویت
- جی. کی. سیمونز
- تیموتی شالامی
- الیویا کورچچیا
- دیوید دنمان
- جیسون داگلاس
- فیل لامار